# Bisdom Swansea en Brecon
Het bisdom Swansea en Brecon is een bisdom van de anglicaanse Kerk in Wales. Het bisdom werd gecreëerd in 1923. Daarvoor was het een aartsdiakonaat geweest in het bisdom St David's. Aan het bisdom grenzen alle andere bisdommen van de Kerk in Wales, evenals het bisdom Hereford van de Kerk in Engeland.
De bisschopszetel is de kathedraal van Brecon in Brecon.

## Aartsdiakonaten
Het bisdom bestaat uit twee aartsdiakonaten:
- Aartsdiakonaat Brecon
- Aartsdiakonaat Gower